# Eugen Behles
Eugen Behles (* 1846 in Uhlbach bei Cannstatt; † 28. September 1919 in Söcking bei Starnberg) war ein deutscher Architekt.

## Leben
Behles studierte am Polytechnikum Stuttgart und später in München, wo er im Haus Türkenstraße 97 ein „Atelier für Architektur und Kunstgewerbe“ eröffnete. 1898 erwähnte ihn das „Adreßbuch von bildenden Künstlern der Gegenwart“.
Er war mit Helene Dobel aus Haunstetten verheiratet und Mitglied der Münchner Künstlergenossenschaft. Er vertrat die „Baukunst“ in der Jury der Münchener Jahresausstellung 1908 im Glaspalast.

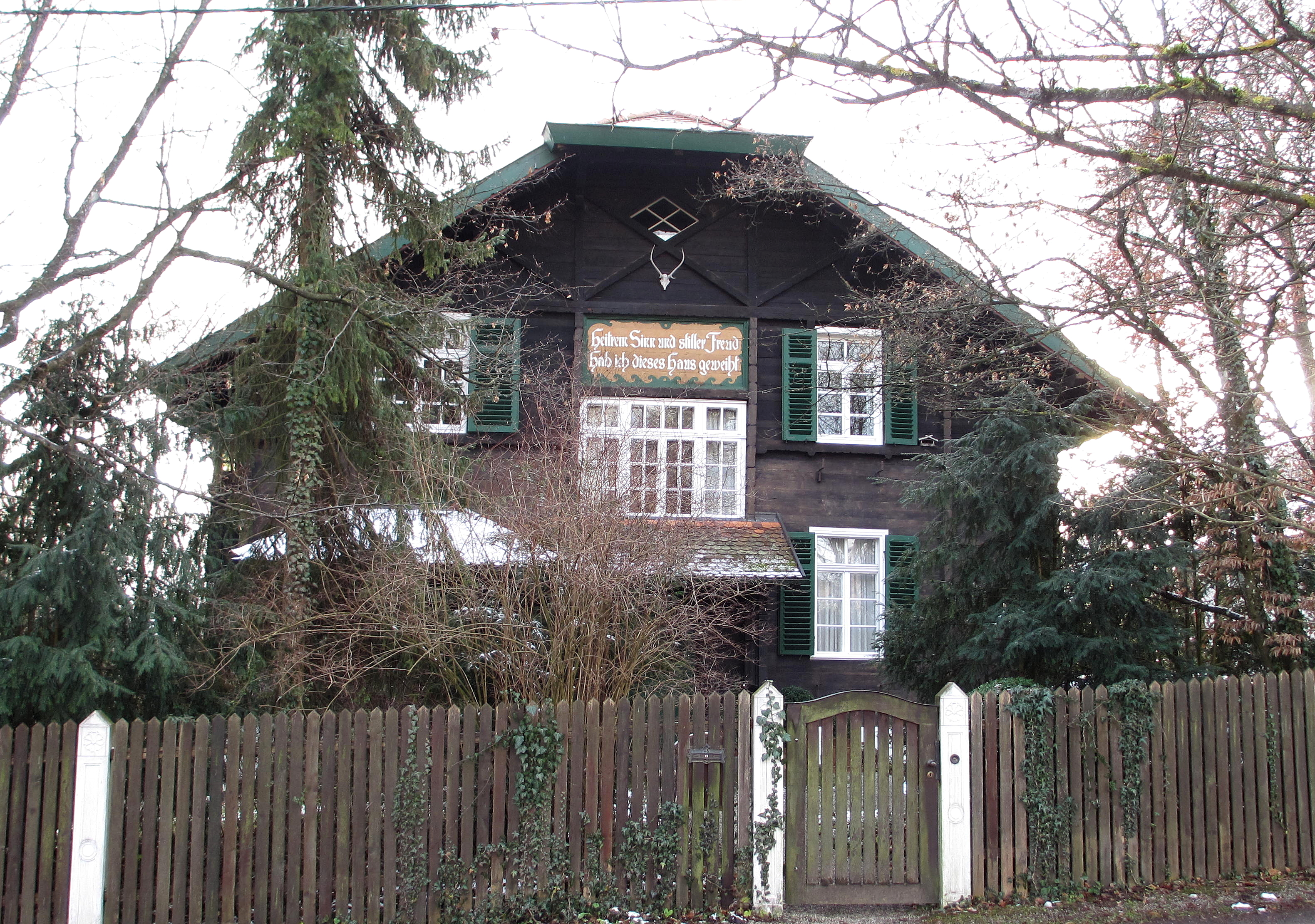
Landhaus von Behles in Söcking

Nach der Todesanzeige in der Monacensia liegt Behles auf dem Münchner Nordfriedhof begraben. Überdauert hat sein eigenes mit Schindeln gedecktes, aus Holz errichtetes Wohnhaus Prinz-Karl-Straße 38 in Söcking.

## Werk
Eugen Behles’ frühestes Werk war 1874 eine Erweiterung der Kapelle der Diakonissenanstalt, Arcisstraße 33.
Von seiner großen Italienreise hat sich in der Familie ein Skizzenbuch erhalten, in dem ein „Palastportal in Lucca“ auf den 4. Februar 1876 datiert wurde.
Behles bevorzugte dreidimensional bewegte Fassaden mit reich gegliederten Dekorationen im Stil der Neurenaissance, wie an seinem Entwurf 1897 für das Mietshaus Gabelsbergerstraße 36 oder das Haus Schillerstraße 36. Die Hauptansichten schmückte er gern mit Gesimsen und Bekrönungen aus behauenem Stein. Unweit seines Arbeitsplatzes im Haus Rambergstraße 8 plante er 1897 ein stattliches Eckhaus „mit hoher straßenräumlicher Dominanz“. Die Rustikagliederung der Erdgeschoss-Fassade, die Stuckaturen, die Erker mit dem Blick auf die Kurfürstenstraße haben die Zeiten überdauert. Am Haus Steinheilstraße 1 nahe der Technischen Hochschule sind die Verdachungen und Umrahmungen der Fassade einer Sanierung zum Opfer gefallen. Bei der Hofdurchfahrt sind noch die alten, mit zentralperspektivischen Reliefs geschnitzten hölzernen Torflügel zu sehen.
1883 stellte Behles seinen Wettbewerbsentwurf für die Kirche St. Gertrud in Hamburg, Brunnenentwürfe für Lindau sowie einen „Entwurf für einen Speisesaal in einem Casino“ an der Nordwand des „Cabinett 38“ der Internationalen Kunstausstellung im Glaspalast an der Sophienstraße aus.
Von ihm stammte ein „sehr tüchtiger Entwurf für die Maximilianskirche“ aus dem 1885/1886 durchgeführten Architekturwettbewerb, der in der Münchener Jubiläumsausstellung 1888 zu sehen war. Die zwei Blätter wurden im Vestibül des Glaspalasts vorgeführt mit einem Entwurf für den „Bau Scheuermann in München“.
Auf der Jahresausstellung im Glaspalast zeigte Behles 1893 ein „hübsches villenartiges Wohnhaus“, das er für den Münchner Brauerei-Unternehmer und Mäzen Ludwig Schmederer entworfen hatte.

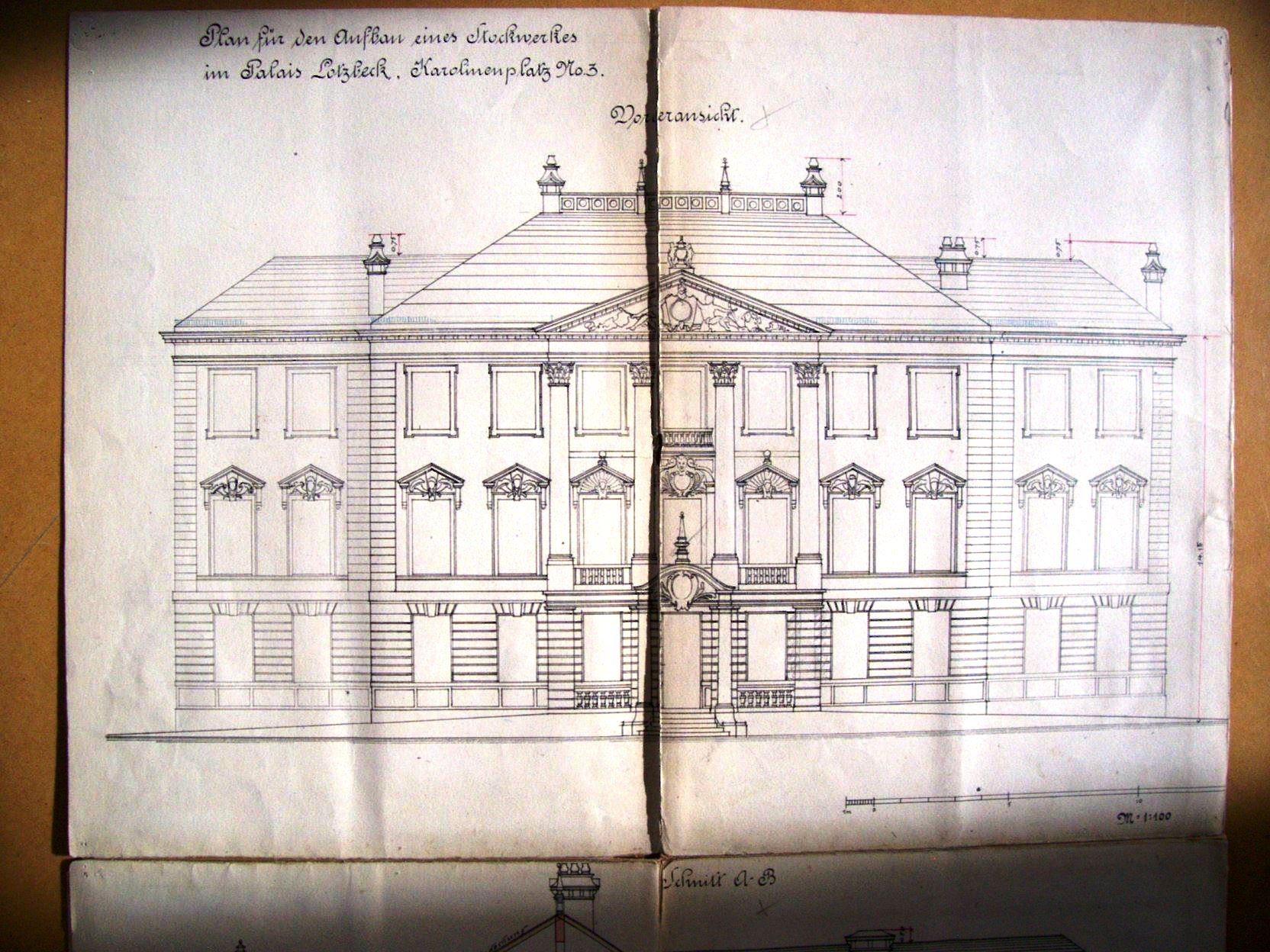
Plan von Behles für die Erweiterung des Palais Lotzbeck

1896 entwarf Eugen Behles Aufstockung und Umbau des Palais Lotzbeck, den Vorgängerbau des Münchner Amerikahauses, Karolinenplatz 3.
1904 entwickelte er einen Plan im neoromanischen Stil für die evangelische Christuskirche in Füssen. 1906 fungierte Behles als Schatzmeister der Allgemeinen Deutschen Kunstgenossenschaft.
Im Münchner Hinterland stehen seine schmucken Bauten aus der Zeit um 1900, wie die Villa des Malers Ludwig Scheuermann in Herrsching, die Villa Esser in Bernried oder das Haus für den Regierungsdirektor Rasp in Starnberg.
Das einstige Anwesen von Hofrat Dr. Hilger, Seeweg 7 in Pöcking, „mit dreigeschossigem Belvedereturm zum See“ ist unverändert erhalten.
In Landsberg steht das 1905 entworfene Haus Spöttinger Straße 19 „in klassizistisch anmutenden Jugendstilformen.“